# Johann Eilts
Johann Gerdes Eilts (* 6. Mai 1894 in Stedesdorf; † 4. Februar 1945 im Konzentrationslager Neuengamme, Hamburg) war ein deutscher Politiker (KPD).
Versehrt aus dem Ersten Weltkrieg zurückgekehrt, arbeitete der Malergeselle Gerdes Eilts auf der Marinewerft Wilhelmshaven, bis er wegen kommunistischer Agitation entlassen wurde. Während des Zweiten Weltkrieges betrieb er eine Heißmangel in Wilhelmshaven.
Eilts trat 1912 zunächst der SPD bei, wurde nach dem Ersten Weltkrieg aber Mitglied der KPD. Dort wurde er Vorsitzender des KPD-Stadtverbandes in Rüstringen. Von 1925 bis 1933 war Eilts Mitglied des Stadtrates von Rüstringen. Von 1931 bis 1932 war er Mitglied des Oldenburgischen Landtages.
Nach der Machtergreifung der Nationalsozialisten wurde Eilts 1933 kurzfristig festgenommen. Obwohl er sich politisch unauffällig verhalten hatte, seitdem die KPD 1933 zerschlagen worden war, wurde er im Zuge der Aktion Gitter im August 1944 festgenommen und ins Konzentrationslager Neuengamme gebracht, das er nicht überlebte.